# Mário Márcio de Almeida Santos
Mário Márcio de Almeida Santos (Garanhuns, 22 de agosto de 1927 - Recife, 25 de setembro de 2015) foi um professor universitário, historiador, crítico literário, ensaísta e romancista brasileiro.

## Formação
- Bacharel em Direito pela UFPE
- Bacharel em Filosofia pela UFPE
- Mestre em História
- Livre Docente e Doutor em Filosofia Política pela UFPE[nota 1]

## Profissão
- Professor de História da UFPE (Mestrado e Doutorado)[5]
- Professor de História da UNICAP (Graduação)
- Professor de Geografia da UNICAP (Graduação)

## Livros publicados
- O stalinismo;
- Nascimento Feitosa e a Revolução de 1848;
- Anatomia de uma tragédia - A hecatombe de Garanhuns[nota 2]
- Um homem contra o império - Vida e luta de Antônio Borges da Fonseca;[nota 3]
- Noções de Metodologia;
- O aprendiz de alquimia;
- A grande poesia de Edmir Domingues;
- Dr. Marcolino - ensaio;
- A Setembrizada;
- Alexandre Dumas e seus convidados;
- Quarentena;
- A face oculta;
- Sob o signo de Aldebarã;
- Diário de um hipocondríaco;
- O livro dos meus livros;
- As sete colunas da sabedoria.

## Prêmios literários
- Prêmio Othon Bezerra de Mello, da Academia Pernambucana de Letras, edição 1992, dado ao livro Anatomia de uma tragédia - A hecatombe de Garanhuns;
- Prêmio Othon Bezerra de Mello, da Academia Pernambucana de Letras, Edição 1994, dado ao livro Um homem contra o império - Vida e luta de Antônio Borges da Fonseca[1];
- Prêmio Joel Fontes, da Fundarpe, 1995, dado ao livro Um homem contra o império - Vida e luta de Antônio Borges da Fonseca[1].

## Instituições literárias
- Academia Pernambucana de Letras- Ocupou a cadeira 4, eleito em 27 de outubro de 1997 com o falecimento de seu antecessor Luís Cristóvão dos Santos[2].
- Sociedade Brasileira de Médicos Escritores Regional de Pernambuco - Foi Membro Honorário[6].

### Bibliográficas
- PARAÍSO, Rostand (organizador). Academia Pernambucana de Letras: sua história. Recife: APL, 2006, Vol. 1
- PARAÍSO, Rostand (organizador). Academia Pernambucana de Letras: efemérides. Recife: APL, 2006, Vol. 2